# やたらと察しのいい俺は、毒舌クーデレ美少女の小さなデレも見逃さずにぐいぐいいく
『やたらと察しのいい俺は、毒舌クーデレ美少女の小さなデレも見逃さずにぐいぐいいく』（やたらとさっしのいいおれは、どくぜつクーデレびしょうじょのちいさなデレもみのがさずにぐいぐいいく）はふか田さめたろうによる日本のライトノベル。小説投稿サイト「小説家になろう」にて2019年10月1日から2022年6月14日まで連載され、書籍版はGA文庫（SBクリエイティブ）より2020年7月14日から2022年6月14日まで刊行された。イラストはふーみが担当している。
メディアミックスとして、松元こみかんが作画を担当するコミカライズが『マンガUP!』にて2021年7月から2022年4月まで連載された。

## あらすじ
ある日、笹原直哉は同級生で『猛毒の白雪姫』と呼ばれている白金小雪をナンパから守る。直哉はそれをきっかけに小雪に絡まれるようになり、毒舌でクーデレな彼女の素顔を知っていく。

## 登場人物
笹原直哉（ささはら なおや）
本作の主人公。幼少の頃、病気を患い意思疎通が困難になっていた母親の看病を通して高い洞察力を身につけた。
白金小雪（しろがね こゆき）
本作のヒロイン。銀髪の美少女だが、毒舌ゆえに「猛毒の白雪姫」のあだ名をつけられている。
白金朔夜 (しろがね さくや)
小雪の妹。
夏目結衣（なつめ ゆい）
主人公と十年以上の付き合いになる幼馴染み。家も近所で家族ぐるみでの付き合いもある。同じく幼なじみの巽とつき合っている。
河野巽（こうの たつみ）
主人公の幼なじみ。結衣とつき合っている。茶髪でチャラ目。

## 既刊一覧

### 小説
- ふか田さめたろう（著）・ふーみ（イラスト） 『やたらと察しのいい俺は、毒舌クーデレ美少女の小さなデレも見逃さずにぐいぐいいく』 SBクリエイティブ〈GA文庫〉、全6巻
  1. 2020年7月31日初版第一刷発行（2020年7月14日発売[3]）、ISBN 978-4-8156-0626-8
  2. 2020年11月30日初版第一刷発行（2020年11月12日発売[4]）、ISBN 978-4-8156-0775-3
  3. 2021年4月30日初版第一刷発行（2021年4月14日発売[5]）、ISBN 978-4-8156-0967-2
  4. 2021年8月31日初版第一刷発行（2021年8月12日発売[6]）、ISBN 978-4-8156-1080-7
  5. 2021年12月31日初版第一刷発行（2021年12月14日発売[7]）、ISBN 978-4-8156-1239-9
  6. 2022年6月30日初版第一刷発行（2022年6月14日発売[8]）、ISBN 978-4-8156-1354-9

### 漫画
- ふか田さめたろう（原作）・ふーみ（キャラクター原案）・松元こみかん（漫画） 『やたらと察しのいい俺は、毒舌クーデレ美少女の小さなデレも見逃さずにぐいぐいいく』 スクウェア・エニックス〈ガンガンコミックスUP!〉、全2巻
  1. 2022年1月7日初版発行（同日発売[9][10]）、ISBN 978-4-7575-7670-4
  2. 2022年6月7日初版発行（同日発売[11]）、ISBN 978-4-7575-7948-4